# Pontassieve
Pontassieve är en ort och kommun i storstadsregionen Florens, innan den 31 december 2014 provinsen Florens, i regionen Toscana i Italien. Kommunen hade 20 689 invånare (2018).